# Železniční trať Kildžu – Hjesan
Železniční trať Kildžu – Hjesan (korejsky 백두산청년선 – Päktusan čchŏngnjŏn sŏn) je železniční trať v Severní Koreji.  Je 141,7 kilometrů dlouhá, jednokolejná a elektrifikovaná. Vlaky na ní provozují Korejské státní dráhy.
Trať vede z okresu Kildžu v provincii Severní Hamgjong, kde se napojuje na páteřní železniční trať Pchjongjang – Rason, na severozápad do Hjesanu v provincii Rjanggang, odkud vede rovněž železniční trať Manpcho – Hjesan. V půli trasy se od ní větví k severu úzkorozchodná železniční trať Pägam – Musan a nedaleko severozápadního konce se od ní odpojuje železniční trať Üjŏn – Samdžijŏn.